# نرم‌کننده پارچه
نرم‌کننده پارچه (انگلیسی: Fabric softener) (انگلیسی آمریکایی) یا حالت‌دهنده پارچه (انگلیسی: Fabric conditioner) (انگلیسی بریتانیایی) نرم‌کننده‌ای است که پس از شستن لباس‌ها در ماشین رخت‌شویی روی لباس‌ها اعمال می‌شود. یک آماده‌سازی مشابه و رقیق‌تر که برای استفاده روی پارچه خشک استفاده و به عنوان رفع چین و چروک (wrinkle releaser) شناخته می‌شود.
نرم‌کننده پارچه احساس خشن اقلامی که در هوای آزاد خشک شده‌اند را کاهش می‌دهد، عطری به لباس‌های شسته شده می‌افزاید یا خاصیت ضد الکتریسیته ساکن به منسوجات می‌بخشد. در مقایسه با پودر لباسشویی، نرم‌کننده‌ها ممکن است به عنوان نوعی کمک پس از شستشو در نظر گرفته شوند.

## خطرها
مانند صابون‌ها و مواد شوینده، نرم‌کننده‌ها نیز ممکن است باعث درماتیت تحریک‌کننده شوند. تولیدکنندگان برخی از نرم‌کننده‌های پارچه را بدون رنگ و عطر تولید می‌کنند تا خطر تحریک پوست را کاهش دهند. استفاده بیش از حد از نرم‌کننده پارچه به دلیل ماهیت چربی بیشتر نرم‌کننده‌ها ممکن است لباس‌ها را قابل اشتعال‌تر کند. برخی مرگ‌ومیرها به این پدیده نسبت داده شده است، و سازندگان نرم‌کننده‌ها توصیه می‌کنند از آن‌ها بر روی لباس‌هایی که برچسب مقاوم در برابر شعله دارند، استفاده نکنید (به دلیل از بین بردن یا کم کردن خاصیت آن نوع لباس‌ها).